# Challenger de Ginebra 2012
El torneo Geneva Open Challenger 2012 es un torneo profesional de tenis. Pertenece al ATP Challenger Series 2012. Se jugó su 25ª edición sobre tierra batida, en Ginebra, Suiza entre el 29 y el 4 de noviembre.

## Campeones

### Individual Masculino
- Marc Gicquel  derrotó en la final a  Matthias Bachinger, 3–6, 6–3, 6–4

### Dobles Masculino
- Johan Brunström /  Raven Klaasen derrotaron en la final a  Philipp Marx  /  Florin Mergea, 7–6(2), 6–7(7), [10–5]